# Saxifraga bryoides
Saxifraga bryoides es una especie del género saxifraga. Se trata de un habitante de la tundra ártica, pero que también crece en los Alpes y otras cordilleras europeas.

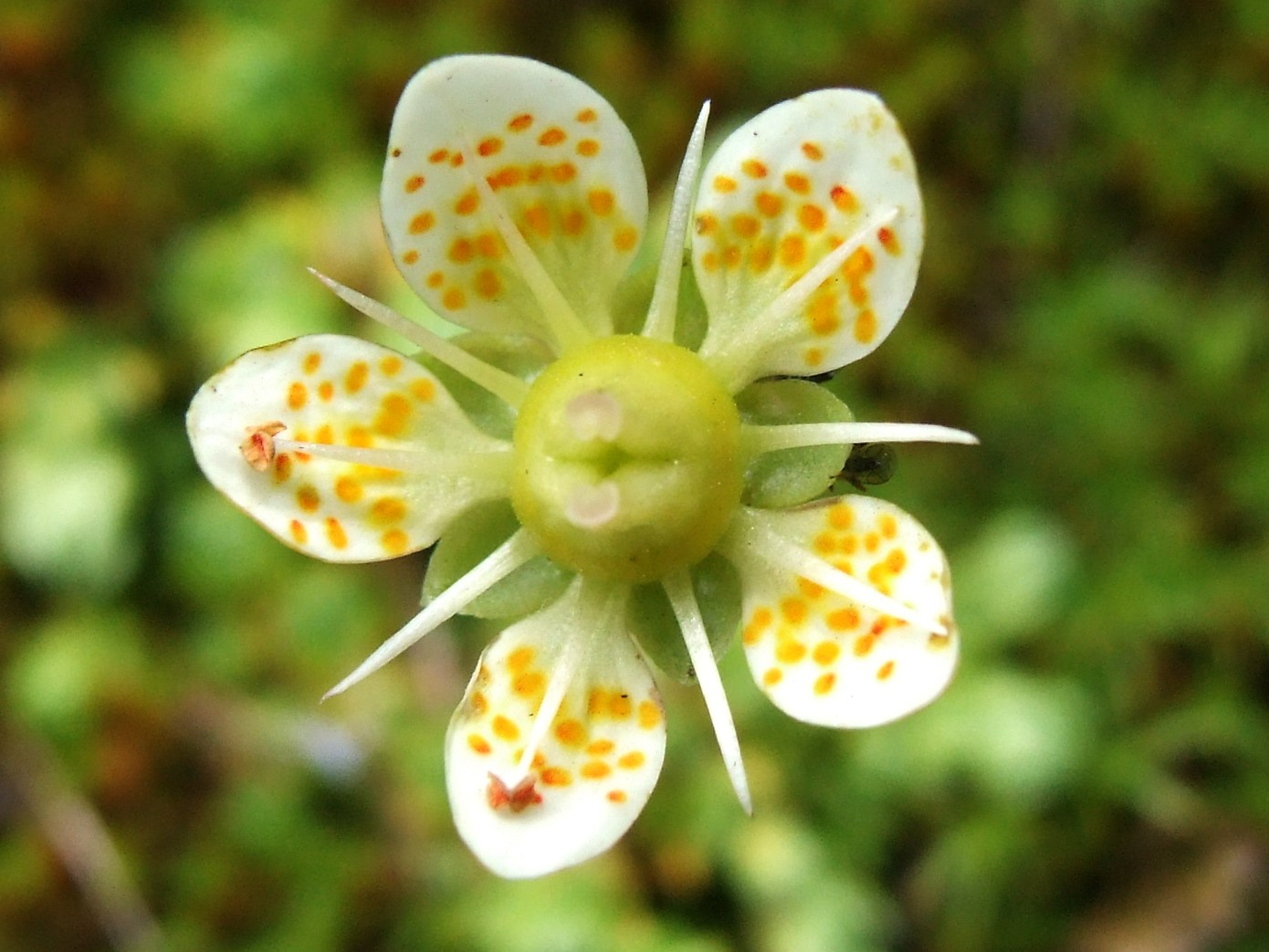
Flor de Saxifraga bryoides

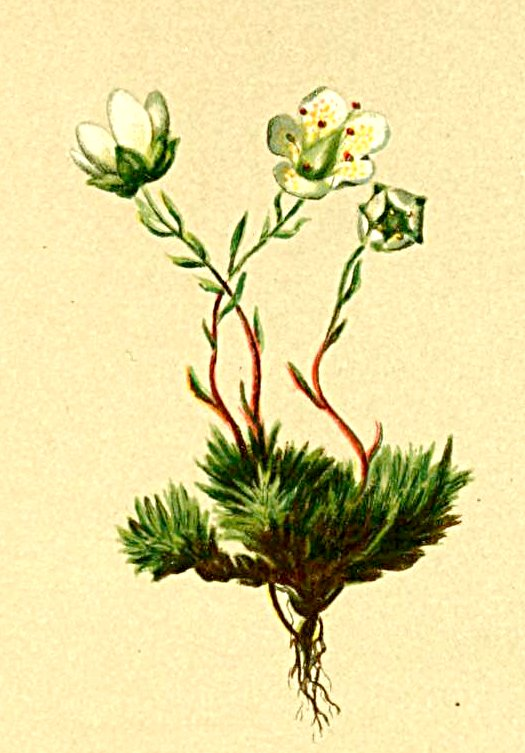
Ilustración

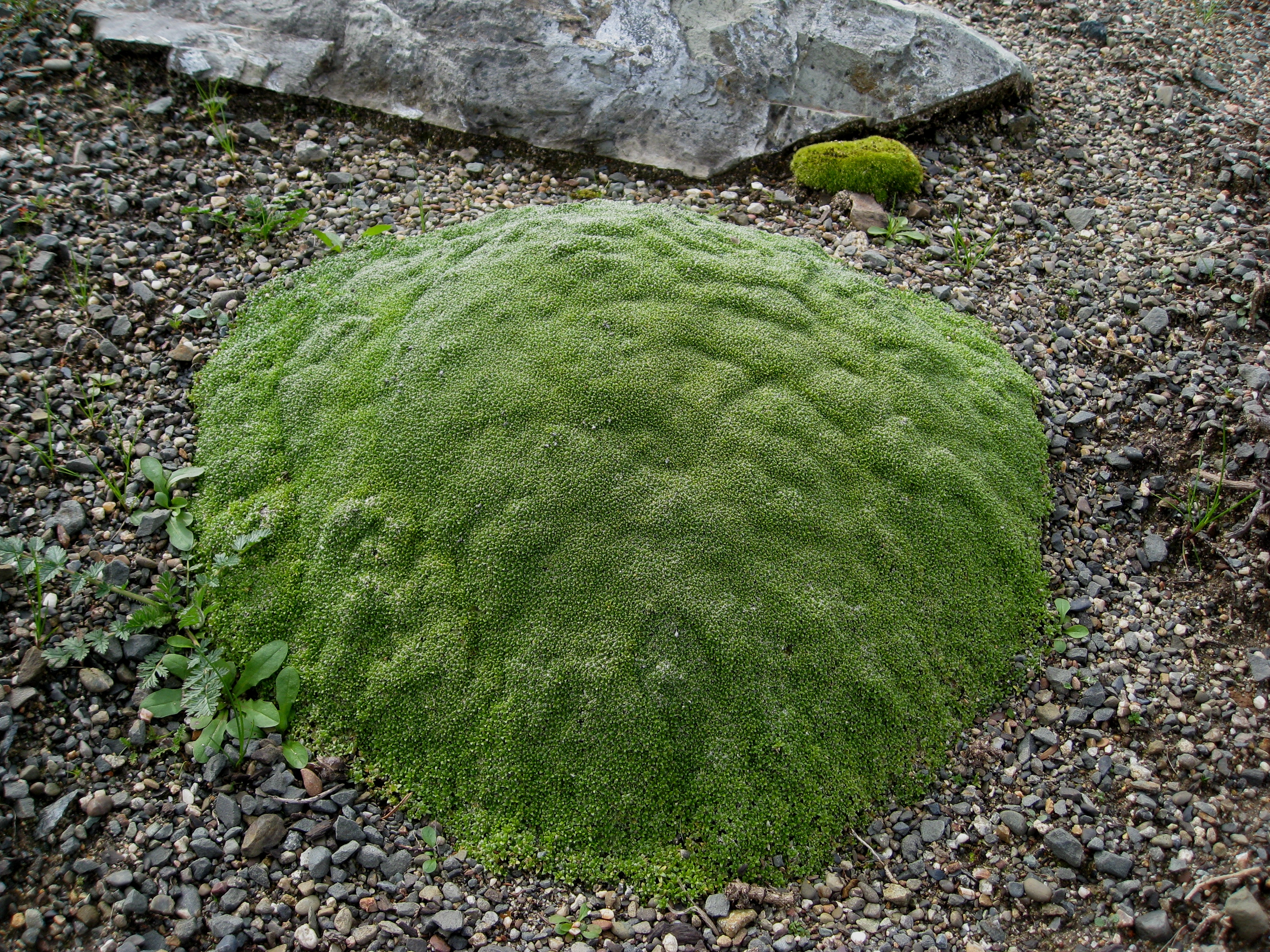
Vista de la planta

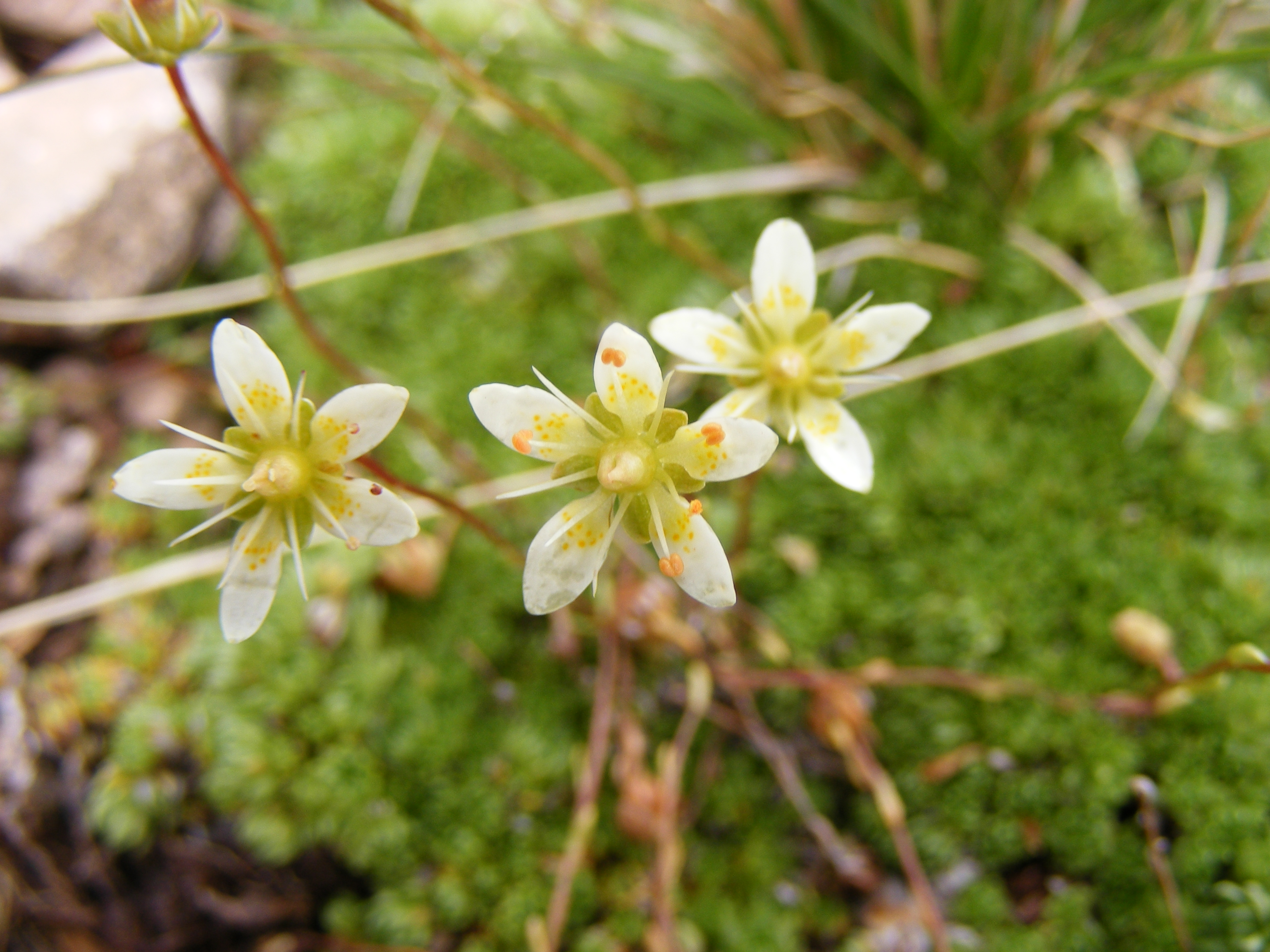
Vista de la planta

## Descripción
Es una especie de un bajo crecimiento, planta de hoja perenne que forma matas densas de follaje que rara vez exceden de 2,5 cm de altura. Las hojas son lineal lanceoladas con flecos de pelos erizados. Las hojas se enroscan juntos en invierno y esta forma de crecimiento es típica de las plantas que crecen a gran altura y en condiciones de frío, ya que conservan la energía. Las hojas en la mata tienen unos 5 mm de largo, mientras que los que se encuentran en el vástago de la floración es 8 mm de largo. Los brotes de las hojas en las axilas de las hojas son por lo menos tan largas como las hojas protectoras, un hecho que distingue a esta especie de la Saxifraga aspera. Las dos especies también ocupan hábitats muy diferentes con Saxifraga bryoides que se encuentra a mayor altura, favoreciendo posiciones rocosas expuestas, mientras que saxifraga áspera a menudo se encuentra en las rocas húmedas de arroyos. Las flores son solitarias en tallos erguidos y son relativamente grandes. Los tallos son ligeramente peludos y a menudo teñidos de rojo, como son los cinco lóbulos del cáliz. Tiene por lo general cinco pétalos (ocasionalmente seis) de forma ovalada y que no se solapan entre sí. Son blancos con la mitad inferior abundantemente salpicado de manchas amarillas. Los diez estambres con anteras anaranjadas están en dos verticilos, con los estambres más largos ocupando los espacios entre los pétalos. El ovario es superior, el estilo tiene dos estigmas y el fruto es una cápsula de dos celdas. Las flores pueden ser vistas en julio y agosto.

## Distribución y hábitat
Es principalmente una planta de la tundra ártica. Es una de las únicas dos especies en la sección Trachyphyllum que se produce a gran altura en la Europa continental, la otra es Saxifraga aspera. Se encuentra en los Alpes, los Pirineos, los Cárpatos y la cordillera de los Balcanes a altitudes de entre 1.900 y 3.000 metros Se produce entre las rocas silíceas y ocupa repisas y grietas en la roca en acantilados, crestas y cumbres.

## Uso en el cultivo
Saxifrage Mossy se puede cultivar en una rocalla en climas templados y pueden propagarse a partir de semillas o por esquejes. Le gusta el suelo arenoso y bien drenado. Al parecer sanas, las plantas establecidas a veces se separan de sus raíces. Esta tendencia es probable que sea causada por condiciones de humedad excesiva.

## Taxonomía
Saxifraga bryoides fue descrita por Carlos Linneo y publicado en Species Plantarum 1: 400. 1753
Etimología
Saxifraga: nombre genérico que viene del latín saxum, ("piedra") y frangere, ("romper, quebrar"). Estas plantas se llaman así por su capacidad, según los antiguos, de romper las piedras con sus fuertes raíces. Así lo afirmaba Plinio, por ejemplo.
bryoides: epíteto latino que significa "como musgo".
Sinonimia
- Ciliaria bryoides (L.) Haw.	[7]